# Drepanulatrix baueraria
Drepanulatrix baueraria là một loài bướm đêm trong họ Geometridae.